# Emil Persson
Emil Persson  (* 5. April 1995) ist ein schwedischer Skilangläufer.

## Werdegang
Persson, der für den Östersunds SK und für das Lager 157 Ski Team startet, nahm von 2012 bis 2018 an FIS-Rennen und am Scandinavian-Cup teil. Seit der Saison 2018/19 startet er ausschließlich bei Läufen der Ski Classics. Dabei holte er in der Saison 2019/20 beim Prolog in Livigno sowie beim Kaiser-Maximilian-Lauf seine ersten Siege und errang damit den neunten Platz in der Gesamtwertung. Nach Platz drei beim Toblach–Cortina-Lauf zu Beginn der Saison 2020/21, siegte er viermal, darunter beim Marcialonga sowie beim Isergebirgslauf und gewann damit die Gesamtwertung. In der Saison 2021/22 kam er mit drei ersten Plätzen, einen zweiten Platz sowie zwei dritten Plätzen auf den zweiten Platz in der Gesamtwertung. Dabei gewann er das Prologrennen in Orsa, den Tartu Maraton und den Ylläs–Levi-Lauf. In der folgenden Saison holte er bei 13 Rennen neun Siege und gewann damit erneut die Gesamtwertung. Dabei siegte er beim Marcialonga, beim La Diagonela, beim Pustertaler Ski-Marathon, beim Isergebirgslauf und beim Wasalauf. In der Saison 2023/24 lief er dreimal unter den ersten Zehn und wurde beim Pustertaler Ski-Marathon Dritter sowie beim Marcialonga Zweiter. Er kam damit auf den 17. Platz in der Gesamtwertung. Nach Platz zwei beim Bad Gastein Criterium zu Beginn der Saison 2024/25, gewann er Orsa das Rennen über 13 km klassisch und belegte beim Wasalauf den zweiten Platz. Damit wurde er zum Saisonende Elfter in der Gesamtwertung.

## Erfolge

### Siege bei Ski-Classics-Rennen
| Nr. | Datum             | Ort                          | Rennen                          | Disziplin                       |
| --- | ----------------- | ---------------------------- | ------------------------------- | ------------------------------- |
| 1.  | 1. Dezember 2019  | Livigno                      | Prolog                          | 35 km klassisch Individualstart |
| 2.  | 11. Januar 2020   | Seefeld in Tirol             | Kaiser-Maximilian-Lauf          | 60 km klassisch Massenstart     |
| 3.  | 31. Januar 2021   | Val di Fiemme / Val di Fassa | Marcialonga                     | 70 km klassisch Massenstart     |
| 4.  | 14. Februar 2021  | Bedřichov                    | Isergebirgslauf                 | 50 km klassisch Massenstart     |
| 5.  | 20. März 2021     | Vålådalen                    | Vålådalsrennet                  | 54 km klassisch Massenstart     |
| 6.  | 21. März 2021     | Vålådalen                    | Tåssåsen Criterium              | 54 km klassisch Massenstart     |
| 7.  | 19. Dezember 2021 | Orsa                         | Prolog                          | 33 km klassisch Individualstart |
| 6.  | 20. Februar 2022  | Otepää                       | Tartu Maraton                   | 63 km klassisch Massenstart     |
| 7.  | 9. April 2022     | Äkäslompolo–Levi             | Ylläs–Levi                      | 70 km klassisch Massenstart     |
| 8.  | 11. Dezember 2022 | Bad Gastein                  | Bad Gastein Criterium           | 35 km klassisch Massenstart     |
| 9.  | 17. Dezember 2022 | Vinschgau                    | La Venosta Criterium            | 36 km klassisch Massenstart     |
| 10. | 14. Januar 2023   | Sexten                       | Pustertaler Ski-Marathon        | 62 km klassisch Massenstart     |
| 11. | 15. Januar 2023   | Niederdorf                   | Prato Piazza Mountain Challenge | 32 km klassisch Massenstart     |
| 12. | 14. Januar 2023   | Zuoz                         | La Diagonela                    | 48 km klassisch Massenstart     |
| 13. | 29. Januar 2023   | Val di Fiemme / Val di Fassa | Marcialonga                     | 70 km klassisch Massenstart     |
| 14. | 18. Februar 2023  | Orsa                         | Grönklitt Criterium             | 50 km klassisch Massenstart     |
| 15. | 19. Februar 2023  | Orsa                         | Grönklitt ITT                   | 15 km klassisch Individualstart |
| 16. | 5. März 2023      | Sälen–Mora                   | Wasalauf                        | 90 km klassisch Massenstart     |
| 17. | 16. Februar 2025  | Orsa                         | Grönklitt ITT                   | 13 km klassisch Individualstart |

### Ski-Classics-Gesamtplatzierungen
| Saison  | Platz | Punkte |
| ------- | ----- | ------ |
| 2018/19 | 20.   | 475    |
| 2019/20 | 9.    | 757    |
| 2020/21 | 1.    | 1540   |
| 2021/22 | 2.    | 1717   |
| 2022/23 | 1.    | 2407   |
| 2023/24 | 17.   | 942    |
| 2024/25 | 11.   | 2535   |